# جاك واشنطن
جاك واشنطن (بالإنجليزية: Jack Washington)‏ هو عازف جاز أمريكي، ولد في 17 يوليو 1910 في كانساس سيتي في الولايات المتحدة، وتوفي في 28 نوفمبر 1964.

## وصلات خارجية
- جاك واشنطن على موقع ميوزك برينز (الإنجليزية)
- جاك واشنطن على موقع أول ميوزيك (الإنجليزية)
- جاك واشنطن على موقع ديسكوغز (الإنجليزية)